# Wappen Burundis
Das Wappen Burundis ist seit 1966 in Gebrauch.

## Beschreibung
Der goldgeränderte Wappenschild zeigt in Rot den Kopf eines goldenen Löwen en face.
Hinter dem Schild kreuzen sich drei traditionelle afrikanische Speere.
Unter dem Schild befindet sich vor den Speerenden eine Schriftrolle. Auf dieser steht der französische Wahlspruch Burundis:
"Unité, Travail, Progrès"
(Einigkeit, Arbeit, Fortschritt)